# Trần Khuê
Trần Khuê (chữ Hán: 陳珪; bính âm: Chen Gui), tự Hán Du (漢瑜), là một viên quân sư phục vụ dưới trướng của lãnh chúa Lã Bố trong thời kỳ Tam Quốc của lịch sử Trung Quốc. Trần Khuê là cha của Trần Đăng cũng là một vị quân sư dưới trướng Lã Bố. Trần Khuê tuy phục vụ dưới quyền Lã Bố nhưng ông cùng với con không đồng tình với sự lãnh đạo của Lã Bố nên đã lên kế hoạch thông đồng với Tào Tháo để phản bội lại Lã Bố, Trần Khuê đã làm nội ứng cho quân của Lưu Bị và Tào Tháo đánh bại quân Lã Bố. Sau khi Lã Bố bị Tào Tháo đánh bại và bị treo cổ chết tại Bạch Môn lầu, Trần Khuê cùng con là Trần Đăng chuyển sang đầu quân cho Tào tháo.